# Magnus Bruun
Magnus Bruun Nielsen (* 3. Januar 1984 in Hillerød, Hillerød Kommune) ist ein dänischer Schauspieler und Synchronsprecher.

## Leben
Bruun wurde am 3. Januar 1984 in Hillerød auf der Insel Seeland geboren. Ab Mitte der 2000er Jahre begann er mit ersten Tätigkeiten als Fernseh- und Filmschauspieler. Von 2016 bis 2018 verkörperte er in insgesamt 30 Episoden der Fernsehserie Sprinter Galore die Rolle des Thomas. Ab 2018 war er in der Rolle des Wikingeranführers Cnut im Netflix Original The Last Kingdom zu sehen. Bis einschließlich 2020 stellte er diese Rolle in 12 Episoden dar. Danach war er in der Fernsehserie Wenn die Stille einkehrt als Jonas zu sehen. Im selben Jahr übernahm er die Darstellung die Synchronisation des männlichen Hauptcharakters Eivor im Computerspiel Assassin’s Creed Valhalla.

## Filmografie (Auswahl)
- 2007: De unge år: Erik Nietzsche sagaen del 1
- 2008: Craig
- 2009: Stykke for stykke (Kurzfilm)
- 2009: Kristian (Fernsehserie, Episode 1x03)
- 2009: Violet Red (Kurzfilm)
- 2010: Tour de Force
- 2010: Westbrick Murders – Ihr werdet sühnen (Westbrick Murders)
- 2010: Eastern Army (Kurzfilm)
- 2010: Udflugt (Kurzfilm)
- 2010: Wasteland Tales
- 2010: Sofa (Kurzfilm)
- 2010: Nemesis (Kurzfilm)
- 2011: Lykke (Fernsehserie, 2 Episoden)
- 2011: Nordlicht – Mörder ohne Reue (Den som dræber, Fernsehserie, Episode 1x02)
- 2011: Tilstand (Kurzfilm)
- 2011: Ballet d’action
- 2012: Omveje (Kurzfilm)
- 2013: Die Brücke – Transit in den Tod (Broen/Bron, Fernsehserie, Episode 2x01)
- 2013: Kampen
- 2013: Sølvtråd
- 2014: En, to, tresomt
- 2015: Lang historie kort
- 2015: Unter dem Sand – Das Versprechen der Freiheit (Under sandet)
- 2015: Anton90 (Fernsehserie, Episode 1x05)
- 2016: Hundeliv
- 2016: Follow the Money (Fernsehserie, Episode 2x09)
- 2016–2018: Sprinter Galore (Fernsehserie, 30 Episoden)
- 2017: Darkland
- 2017: Countdown Copenhagen (Fernsehserie, Episode 1x01)
- 2017: 3 ting
- 2017: Gælden
- 2018–2020: The Last Kingdom (Fernsehserie, 12 Episoden)
- 2019: Gentleman Jack (Fernsehserie, Episode 1x08)
- 2019: Anna Ancher – Kunsten at fange en solstråle (Fernsehdokumentation)
- 2020: Enten/Eller (Fernsehserie, Episode 1x02)
- 2020: Wenn die Stille einkehrt (Når støvet har lagt sig, Fernsehserie, 4 Episoden)
- 2020: Die Schwesternschule (Sygeplejeskolen, Fernsehserie, Episode 3x05)
- 2021: Dinner for Two
- 2021: Fantomforhold (Fernsehserie, Episode 1x01)

## Synchronisationen (Auswahl)
- 2020: Assassin’s Creed Valhalla (Computerspiel)
- 2021: Verdacht/Mord (Forhøret, Fernsehserie, Episode 2x06)